# Paroisse d'Aberdeen
Pour les articles homonymes, voir Aberdeen (homonymie).
La paroisse d'Aberdeen est à la fois une paroisse civile et un ancien district de services locaux (DSL) canadien du comté de Carleton, situé à l'ouest du Nouveau-Brunswick. Territoire connu des Malécites et ensuite des Acadiens, le premier village moderne, Glassville - qui est un dsl enclavé -, est fondé en 1860 par des Écossais. L'économie est fondée sur l'agriculture et l'exploitation forestière. Dans le cadre de la réforme de la gouvernance locale du 1er janvier 2023, le DSL a été annexé à la ville de Carleton North.

## Toponymie

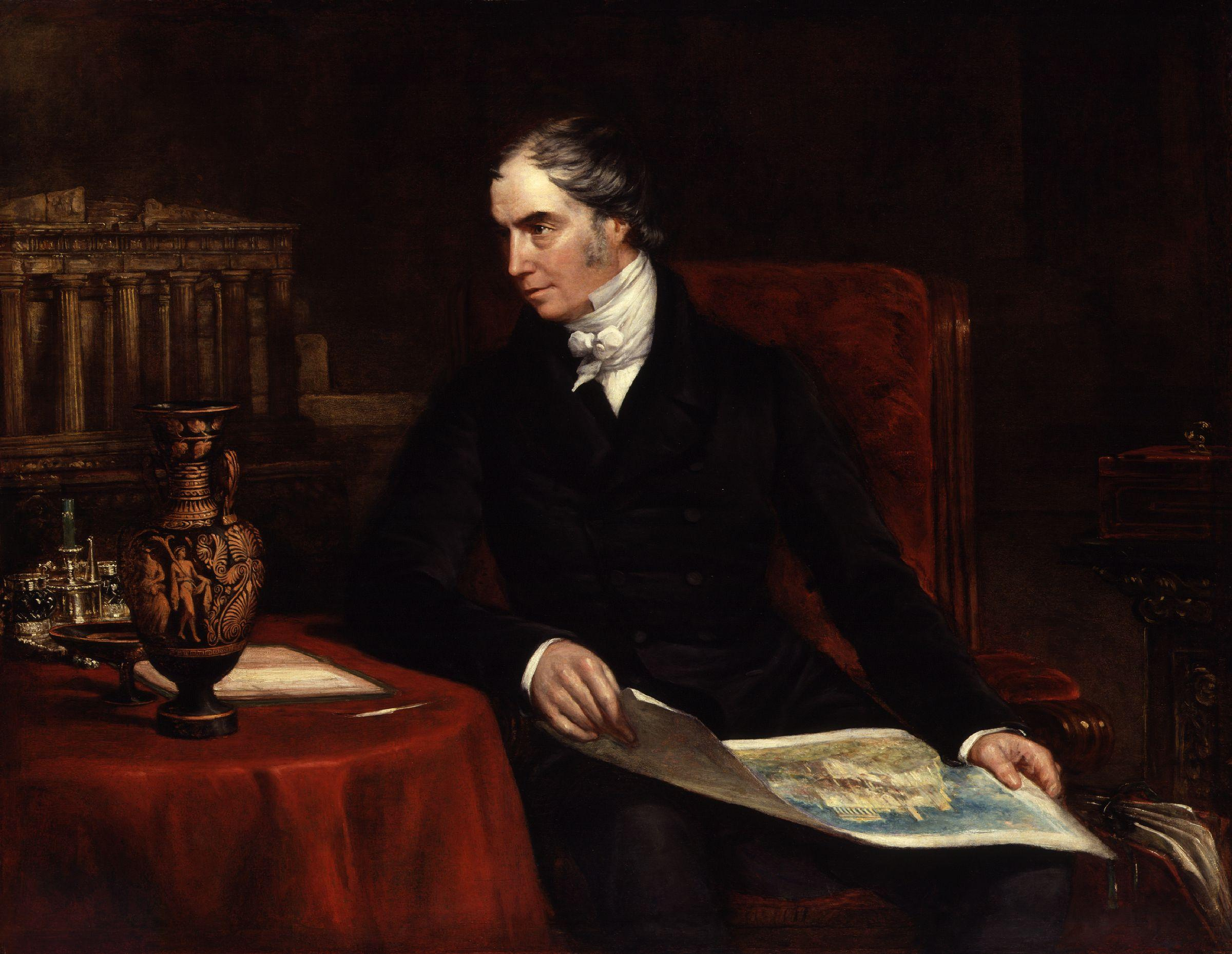
George Hamilton-Gordon.

La paroisse d'Aberdeen est probablement nommé en l'honneur de George Hamilton-Gordon, comte d'Aberdeen (1784-1860). Le révérend C.G. Glass, qui émigra d'Écosse en 1861, était originaire d'Aberdeen.

## Géographie

### Situation
La paroisse d'Aberdeen est située à environ 110 kilomètres de route au nord-ouest de Fredericton, dans le comté de Carleton.
La paroisse possède un territoire ayant presque la forme d'un trapèze, orienté est-ouest. Elle est limitrophe de la paroisse de Brighton au sud, de la paroisse de Peel au sud-ouest, de paroisse de Kent à l'ouest et au nord ainsi qu'à l'est par la paroisse de Douglas, dans le comté de Northumberland. Le district de services locaux de Glassville est enclavé dans le sud-ouest du territoire. Les villes les plus proches sont Bath et Florenceville-Bristol, à une dizaine de kilomètres à l'ouest.

### Villages et hameaux
Le principal village est Juniper, situé au nord le long de la route 107.
La paroisse comprend aussi les hameaux de Argyle, Beaufort, Biggar Ridge, Centre Glassville, Divide, East Glassville, East Knowlsville, Foreston, Hemp Hill Corner, Highlands, Juniper Station, Knowlsville, MacIntosh Hill et West Glassville. Une partie de l'agglomération de Glassville est aussi situé dans les limites. De plus, Esdraelon est séparé entre la paroisse d'Aberdeen, la paroisse de Brighton et la paroisse de Peel.

## Histoire

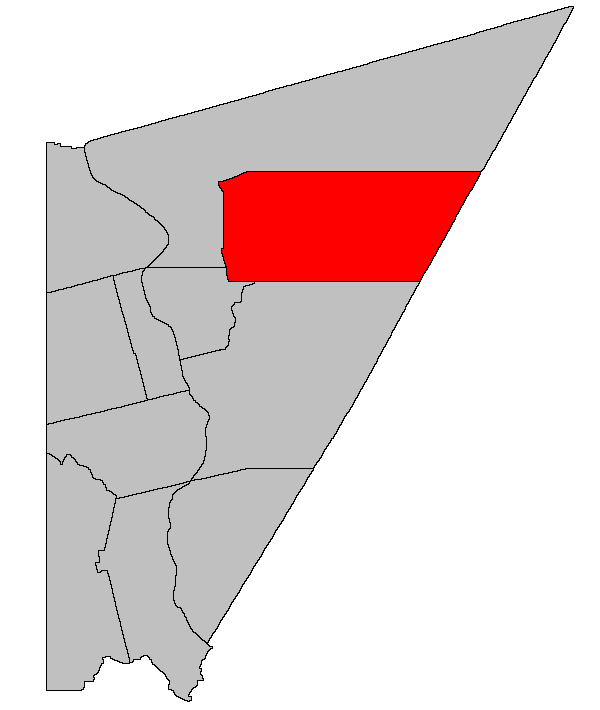
Situation sur une carte des paroisses civiles du comté de Carleton (certains DSL et municipalités ne sont donc pas montrés).

La paroisse de Kent est érigée en 1821 dans le comté d'York. Le comté de Carleton est créé en 1833 à partir d'une portion du comté d'York, dont la paroisse de Kent. Création de la paroisse d'Aberdeen à partir de portions de la paroisse de Kent et de la paroisse de Brighton.
Glassville est fondé en 1860 par des immigrants écossais. Les localités environnantes résultent de l'expansion de Glassville ainsi que de l'arrivée d'immigrants américains et de colons néo-brunswickois. Knowlesville est par contre fondée en 1860 par le révérend Charles Knowles en vertu du Labor Act (Loi sur le travail) et peuplé par des Néo-écossais membre de la Free Baptist Church. Skedaddle Ridge, correspondant de nos jours à Mapleton, est fondé en 1864 par des objecteurs de conscience américains, les Skedaddlers, qui retournent dans leur pays après la fin de la guerre de Sécession. Beaufort est fondé en 1877 grâce à la Free Grants Act (Loi sur les concessions gratuites), par des colons originaires de Saint-Jean et d'ailleurs dans la province sous la supervision de Beaufort Mills.
Le chemin de fer York et Carleton, d'une longueur de 8,7 km, est construit de 1900 à 1901 entre Stanley et Cross Creek, rejoignant le chemin de fer de l'est du Canada. Huit autres kilomètres sont ajoutés en 1909 en direction de Ryans Creek; le manque de fonds empêche de continuer les travaux jusqu'à Foreston. Le chemin de fer n'est pas rentable, est racheté plusieurs fois et est abandonné en 1986.
L'école élémentaire Juniper ouvre ses portes en 1948.
La municipalité du comté de Carleton est dissoute en 1966. La paroisse d'Aberdeen devient un district de services locaux en 1967.
La scierie de Papiers Fraser est agrandie en 2006 au coût de 4 millions de dollars.

## Démographie
D'après le recensement de Statistique Canada, il y a 959 habitants en 2006, comparativement à 1 065 en 2001, soit une baisse de 10,0 %. La paroisse compte 498 logements privés dont 396 occupés par des résidents habituels, a une superficie de 447,91 km2 et une densité de population de 2,1 habitants par kilomètre carré.
En 2021, la paroisse compte 812 habitants et a une superficie de 444,88 km2, portant sa densité de population à 1,8 habitants au km2.
| 1991  | 1996  | 2001  | 2006 | 2011 | 2016 | 2021 |
| ----- | ----- | ----- | ---- | ---- | ---- | ---- |
| 1 165 | 1 141 | 1 065 | 959  | 981  | 781  | 812  |

## Administration

### Représentation et tendances politiques
Nouveau-Brunswick: Aberdeen fait partie de la circonscription provinciale de Carleton, qui est représentée à l'Assemblée législative du Nouveau-Brunswick par Dale Graham, du Parti progressiste-conservateur. Il fut élu en 1993 puis réélu depuis ce temps.
 Canada: Aberdeen fait partie de la circonscription électorale fédérale de Tobique—Mactaquac, qui est représentée à la Chambre des communes du Canada par Michael Allen, du Parti conservateur. Il fut élu lors de la 39e élection générale, en 2006, et réélu en 2008.

## Économie
Entreprise Carleton, membre du Réseau Entreprise, a la responsabilité du développement économique.
J.D. Irving opère une pépinière à Juniper. Papiers Fraser opère une scierie comptant une centaine d'employés et fabriquant des planches pour la construction. Les déchets sont envoyés à la pulperie d'Edmundston.

## Vivre dans la paroisse d'Aberdeen
L'école élémentaire Juniper accueille les élèves de la maternelle à la 5e année. C'est une école publique anglophone faisant partie du district scolaire #14.
Le DSL est inclus dans le territoire du sous-district 8 du district scolaire Francophone Nord-Ouest. Les écoles francophones les plus proches sont à Grand-Sault. Cette ville compte aussi un campus du CCNB-Edmundston alors qu'il y a une université à Edmundston même.
Juniper possède une caserne de pompiers. Le détachement de la Gendarmerie royale du Canada le plus proche est à Florenceville-Bristol. Il y a un bureau de poste à Juniper. Le autres bureaux les plus proches sont à Bath et à Glassville.
Juniper possède aussi un aérodrome privé, dont le code OACI est CCE3. Il possède une piste en asphalte longue de 4 000 pieds.
Les anglophones bénéficient des quotidiens Telegraph-Journal, publié à Saint-Jean, et The Daily Gleaner, publié à Fredericton. Ils ont aussi accès au bi-hebdomadaire Bugle-Observer, publié à Woodstock. Les francophones ont accès par abonnement au quotidien L'Acadie nouvelle, publié à Caraquet, ainsi qu'à l'hebdomadaire L'Étoile, de Dieppe.

## Culture

### Gastronomie
Golden Ridge Maple Sugary est une sucrerie située à Knowlesville. Kenneth Maple Farms est quant à elle située à West Glassville.